# Maserati Ghibli
O Ghibli é um modelo esportivo, produzido pela Maserati que possui três gerações: a primeira de 1967 a 1973, segunda de 1992 a 1997 e a terceira de 2013 ao presente. O Ghibli I possui motor V8 de 330 hp, enquanto o Ghibli II tinha motor V6 2.0 para o mercado europeu e V6 2.8 para outros mercados.
A origem do modelo está ligada à Tragédia de Guidizzolo, na última edição da Mille Miglia, de 1957. O piloto Alfonso de Portago perdeu o controle de sua Ferrari 335 S e causou a morte de seis adultos e cinco crianças. Com isso, a Maserati decidiu deixar as pistas e concentrar sua atividade na produção de cupês grã-turismo. O Ghibli recebeu esse nome em homenagem a um vento do Saara e foi apresentado no Salão de Turim de 1966.

## Ghibli I (AM115)
A primeira geração do Ghibli foi projetada como um carro de luxo e alto desempenho. Era grande (4,7m) e pesado (1625kg), mas veloz e bastante confortável para duas pessoas. Trazia o motor V8 de alumínio de 4,7L, que rendia 315cv e havia sido projetado para o Maserati 450S nos anos 1950. O desenho foi um dos primeiros de Giorgetto Giugiaro para o estúdio Ghia. O cárter seco permitiu colocar o motor numa posição muito baixa, fazendo com que o ponto mais alto da carroceria estivesse a apenas 1,16m do solo.
A produção foi iniciada em 1967, trazendo ar-condicionado de série. Logo o câmbio automático tornou-se um opcional, junto com a direção hidráulica, escapamentos quádruplos, cinto de segurança, espelhos retrovisores externos, toca-fitas de cartucho e faróis de neblina. O motor ia de 0 a 100km/h em 7s, com máxima de 274,8km/h. Em 1969 foram lançadas duas versões. A Spyder era conversível e só teve 125 unidades produzidas, menos da metade com opção de teto rígido, e a SS, que teve a cilindrada aumentada para 4,9L, subindo a potência para 335cv e indo de 0 a 100km/h em 6,2s, com velocidade máxima de 280km/h. Foram produzidos 1170 Ghibli até 1973.

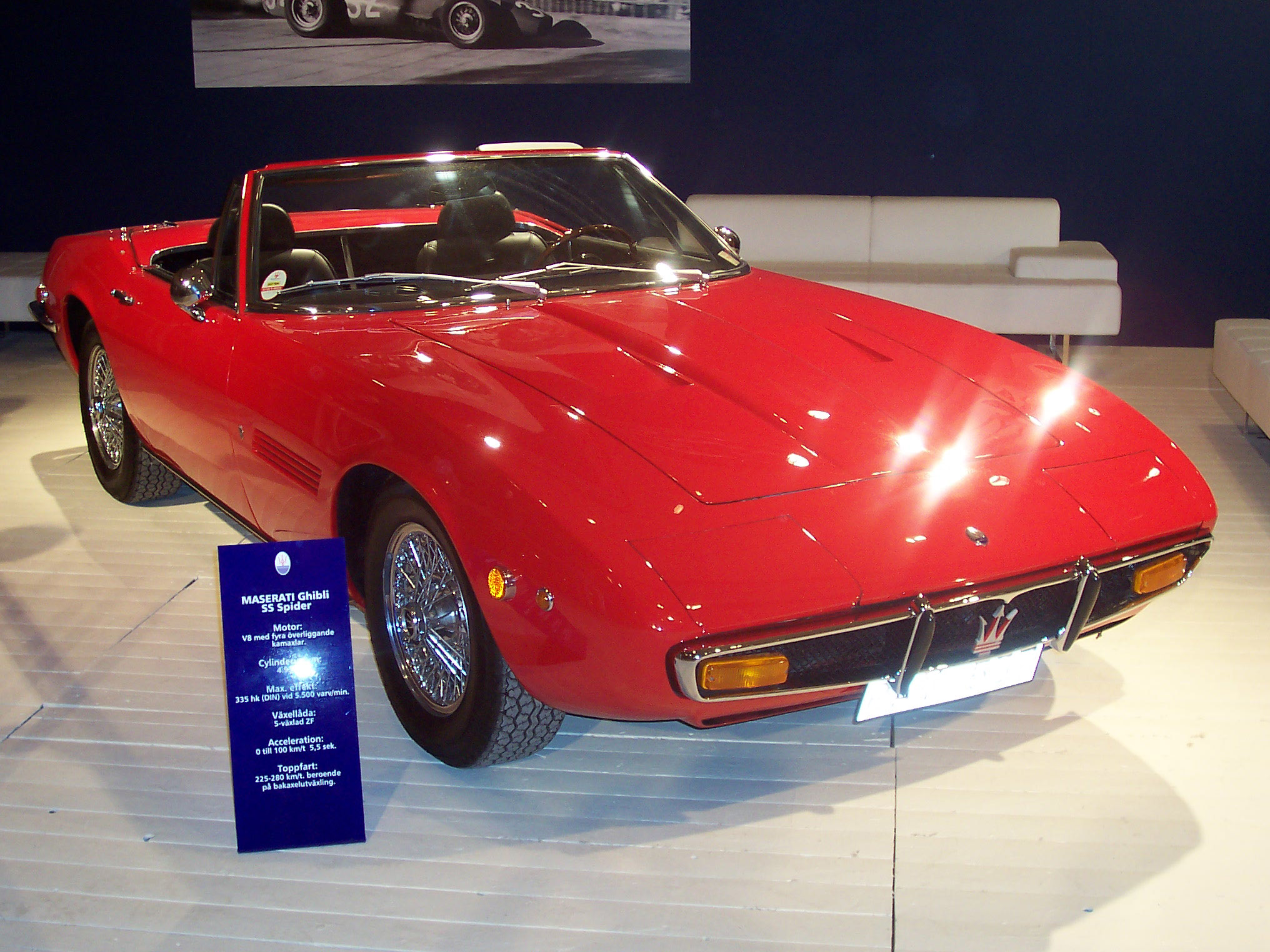
Maserati Ghibli Spyder (frente)
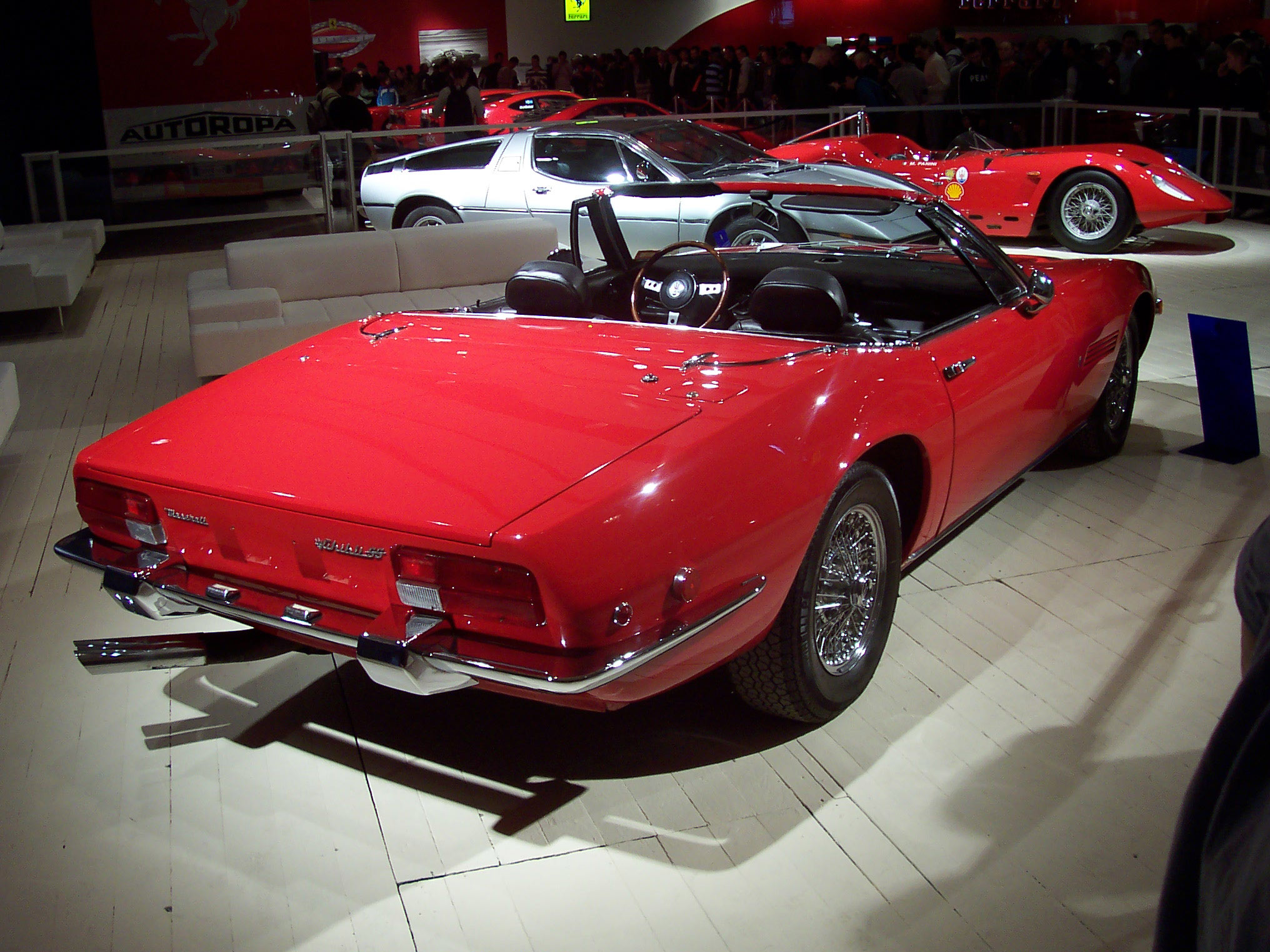
Traseira da Spyder

### Especificações
| Modelo    | Motor   | Disposição | Potência        |
| --------- | ------- | ---------- | --------------- |
| Ghibli    | V8 DOHC | 4719 cc    | 310 hp (231 kW) |
| Ghibli SS | V8 DOHC | 4930 cc    | 335 hp (250 kW) |

## Ghibli II (AM336)

### Especificações
| Modelo           | Anos    | Motor   | Disposição | Potência        |
| ---------------- | ------- | ------- | ---------- | --------------- |
| Ghibli 2.0       | 1992-97 | V6 DOHC | 1996 cc    | 306 hp (228 kW) |
| Ghibli 2.8       | 1993-97 | V6 DOHC | 2790 cc    | 284 hp (212 kW) |
| Ghibli Cup       | 1995    | V6 DOHC | 1996 cc    | 330 hp (246 kW) |
| Ghibli Primatist | 1996-97 | V6 DOHC | 1996 cc    | 306 hp (228 kW) |

## Ghibli III (M157)

### Especificações
| Modelo                     | Motor           | Disposição | Potência        |
| -------------------------- | --------------- | ---------- | --------------- |
| Ghibli                     | V6 Twin turbo   | 2979 cc    | 325 hp (242 kW) |
| Ghibli S                   | V6 Twin turbo   | 2979 cc    | 404 hp (301 kW) |
| Ghibli S Q4                | V6 Twin turbo   | 2979 cc    | 404 hp (301 kW) |
| Ghibli Diesel*             | V6 Turbo diesel | 2987 cc    | 247 hp (184 kW) |
| Ghibli Diesel              | V6 Turbo diesel | 2987 cc    | 266 hp (198 kW) |
| * mercado italiano somente |                 |            |                 |